# Melhania fiherenanensis
Melhania fiherenanensis är en malvaväxtart som beskrevs av Arenes. Melhania fiherenanensis ingår i släktet Melhania och familjen malvaväxter. Inga underarter finns listade i Catalogue of Life.